# Kaple svatého Eliáše (Praha)
Kaple svatého Eliáše se nachází v Praze ve Vojanových sadech na Malé Straně. Je chráněna jako kulturní památka České republiky. Byla postavena v podobě grotty v letech 1660–1670 v zahradě tehdejšího kláštera bosých karmelitek. 

## Popis a historie
Půdorys kaple se blíží tvaru latinského kříže. Zdobí ji napodobeny krápníků a figurky zvířat (žába, had). Nad raně barokně profilovaným vchodem je varianta znaku karmelitánského řádu, podložená císařskou orlicí se zlatým rounem.
Ve vnitřní výzdobě byly rovněž použity štukové krápníky, dále přírodní kameny, mušle, zrcátka a kousky barevných skel.
Na klenbě kaple se nachází pět nástěnných maleb na téma mezníků života proroka Eliáše, patrona karmelitánského řádu: Eliáš na poušti, Eliáš křísí syna vdovy v Sareptě, Eliášova oběť na Karmelu, Eliáš na ohnivém voze a Eliáš se svým pláštěm. Cyklus vyprávění o jeho životě je zahrnut ve Starém zákoně v 1. knize královské, s přesahem do 2. knihy královské. Dále zde najdeme vyobrazené Zmrtvýchvstání duší a Očistec.
Kaple je v roce 2023 bez vnitřního vybavení. Původně v ní byl oltář se sochou sv. Eliáše a socha sv. Josefa od barokního sochaře Matouše Václava Jäckela, která je nyní umístěna v Národní galerii Praha.
Kaple sv. Eliáše byla kompletně zrestaurována v roce 2013. Byly mimo jiné obnoveny štukové krápníky na fasádě, znak s orlicí i zoomorfní výzdoba fasády, což předtím bylo již sotva rozeznatelné.

## Galerie

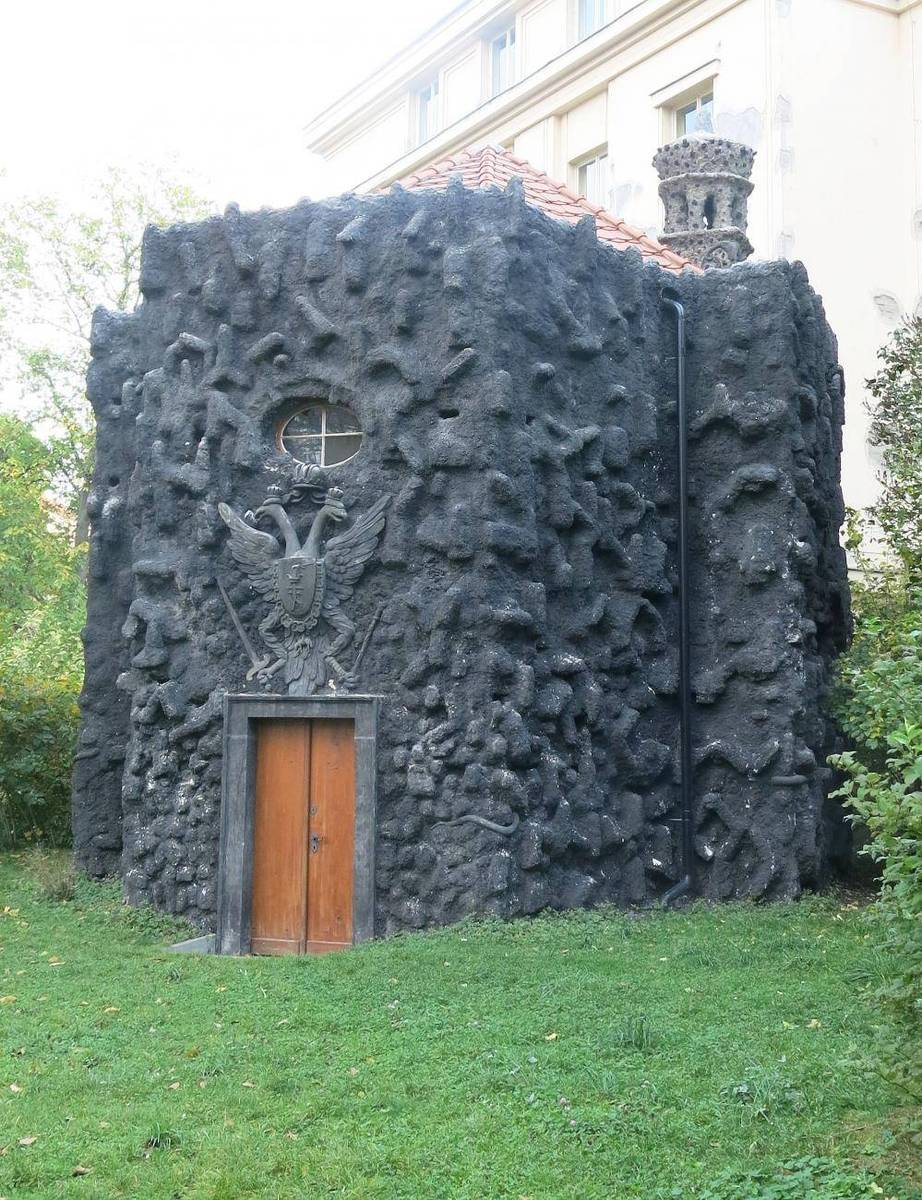
Pohled na kapli
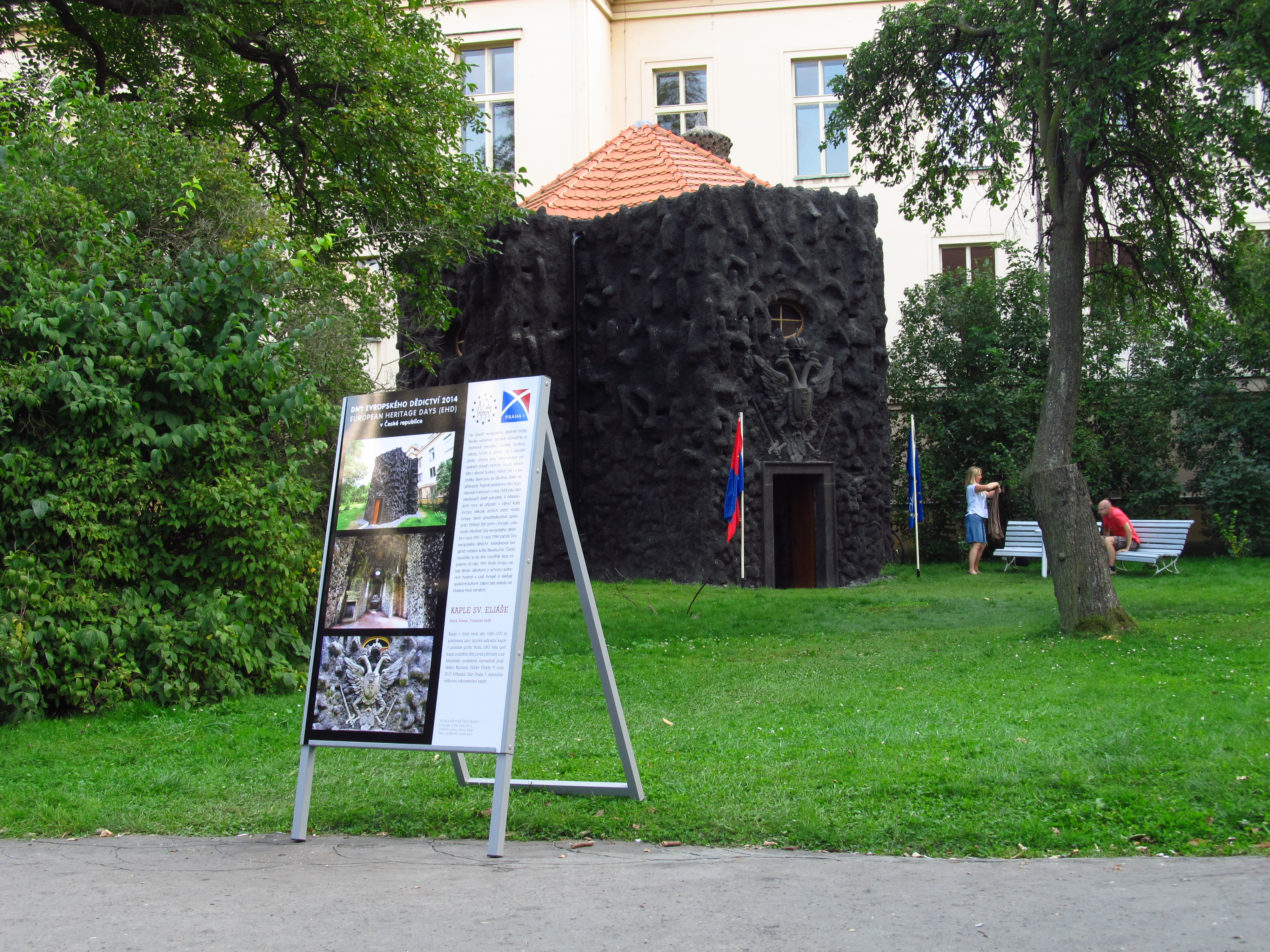
Pohled na kapli
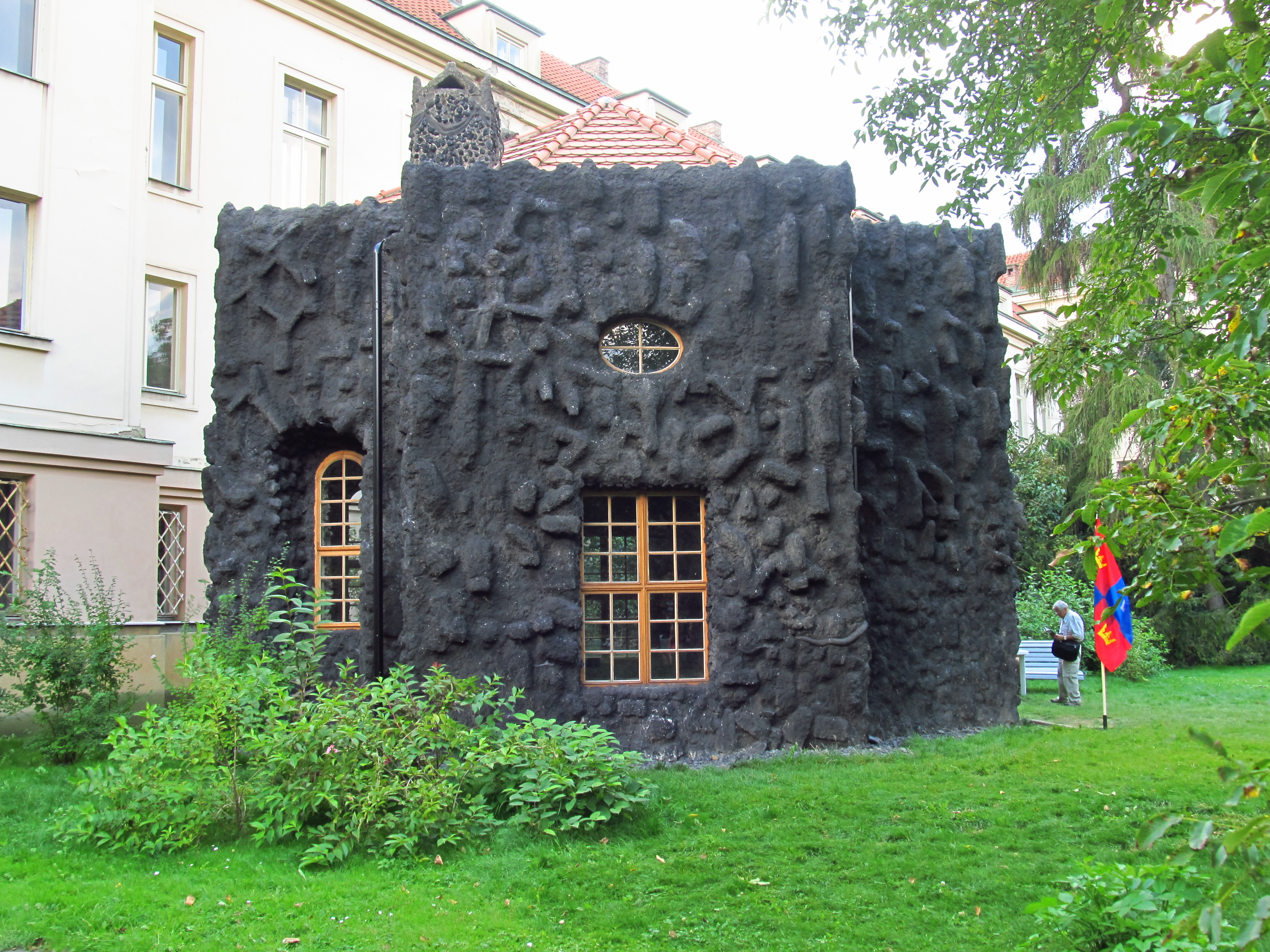
Pohled na kapli zboku
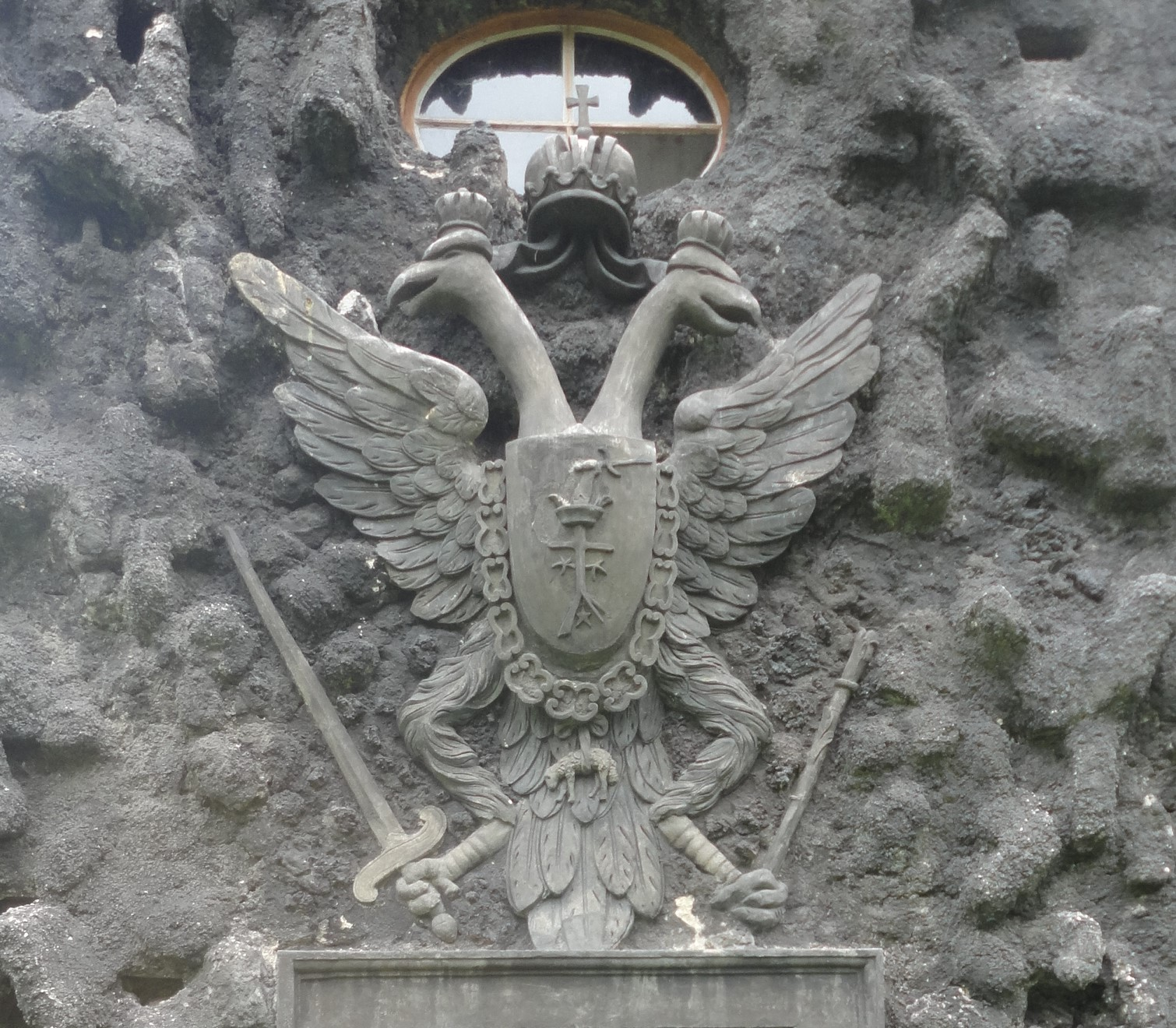
Detail fasády
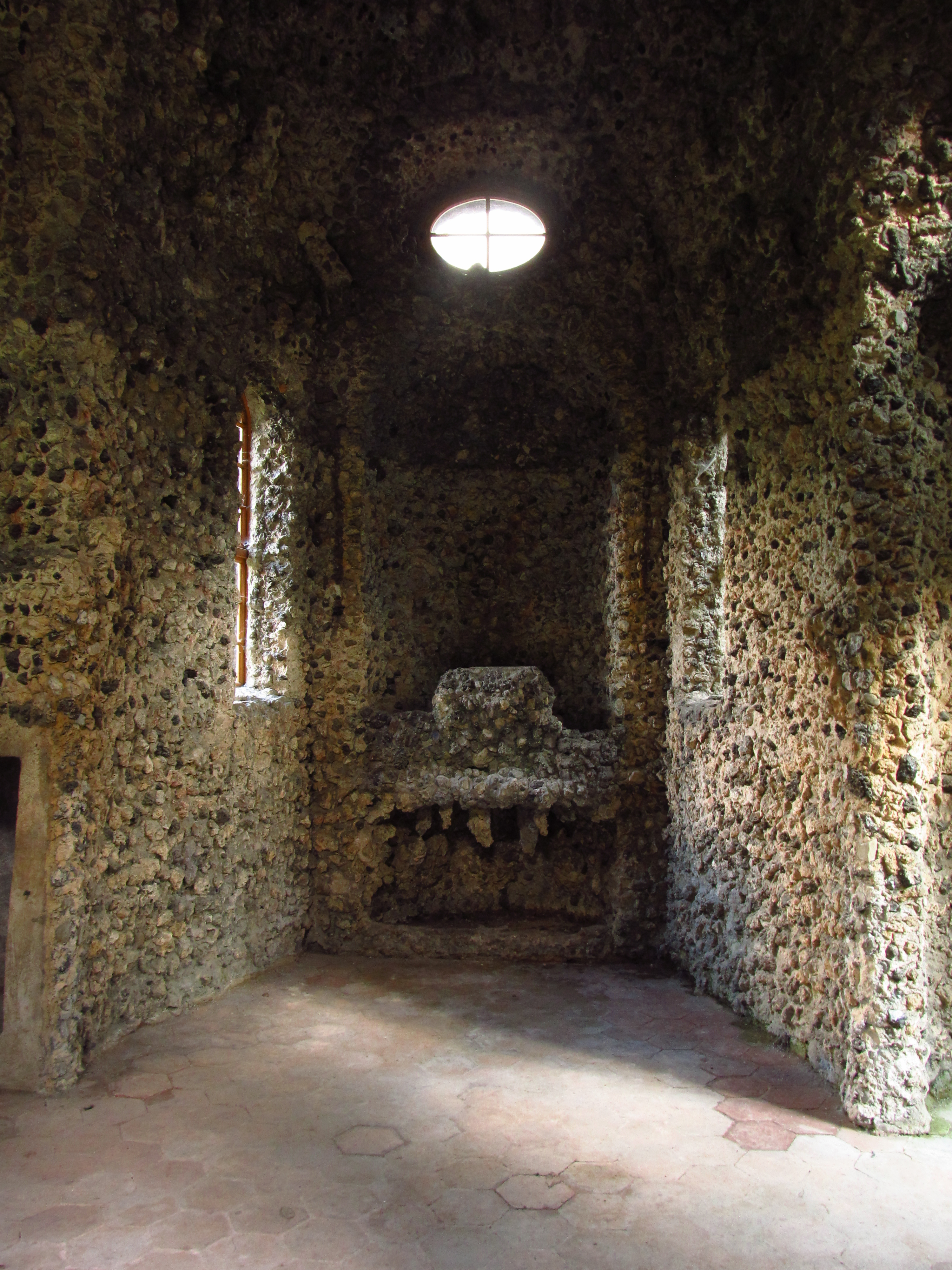
Interiér kaple
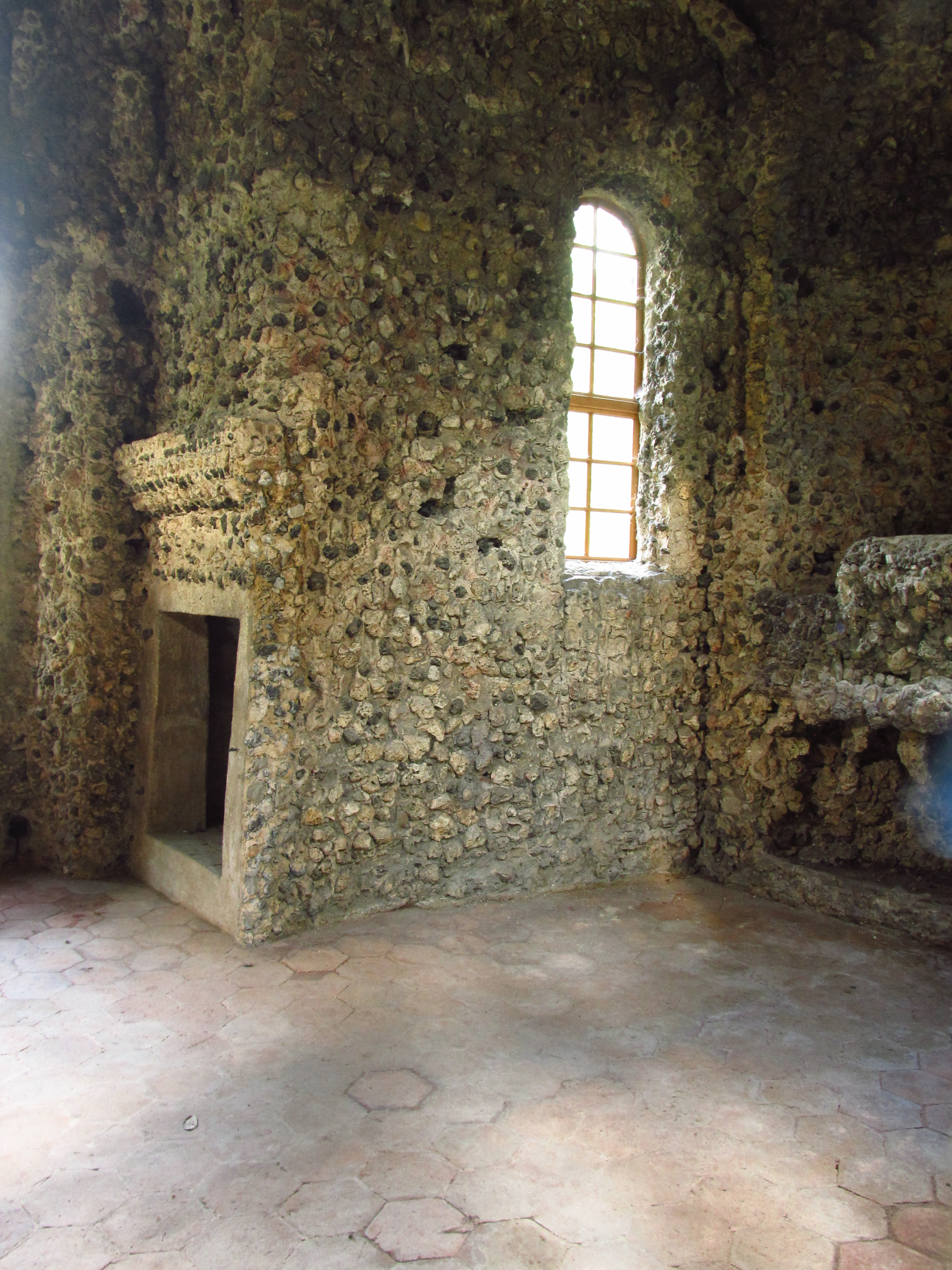
Interiér kaple
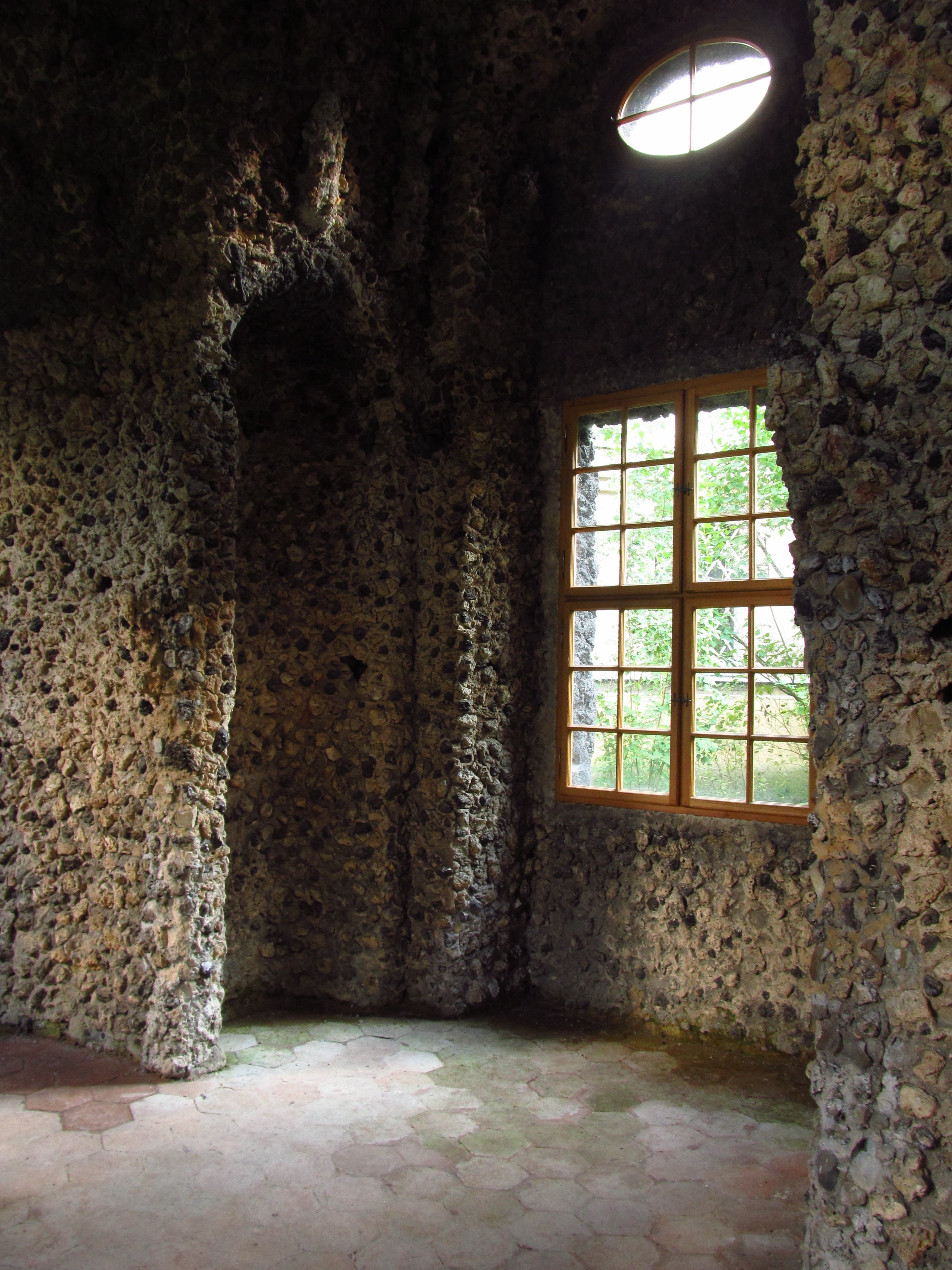
Interiér kaple